# Waldemar Thrane
Waldemar Thrane (* 8. Oktober 1790 in Christiania (heute Oslo), Norwegen; † 30. Dezember 1828 ebenda) war ein norwegischer Komponist, Violinist und Dirigent.
Thrane, der von 1814 bis 1815 in Paris studierte, war der bedeutendste norwegische Musiker seiner Zeit und ein Pionier des norwegischen Musiklebens. Seine Musik verrät Einflüsse der Wiener Klassik und Carl Maria von Webers. Er ist vor allem wegen seines Singspiels Fjeldeventyret (Das Abenteuer am Berg) von 1824 bekannt, in welchem Thrane Anspielungen auf norwegische Volksmusik einfügt.
Sein Neffe, Marcus Thrane, war ein früher norwegischer Sozialist.